# Jenyiszejszki járás
A Jenyiszejszki járás (oroszul: Енисейский район) Oroszország egyik járása a Krasznojarszki határterületen. Székhelye Jenyiszejszk.

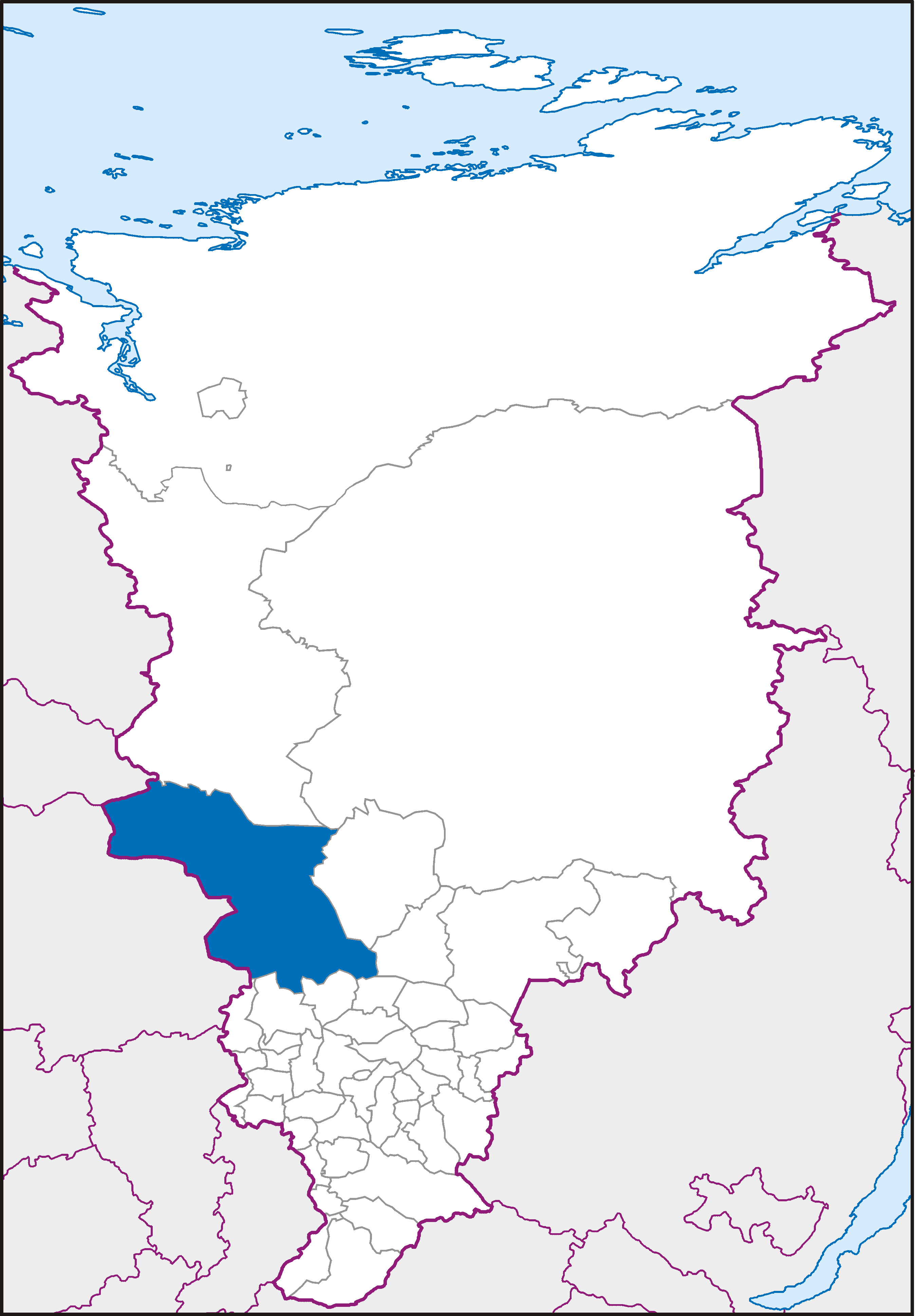
A Jenyiszejszki járás a Krasznojarszki határterületen

## Népesség
- 1989-ben 30 477 lakosa volt.
- 2002-ben 31 315 lakosa volt, melynek 83%-a orosz, 4,3%-a ukrán, 2,1%-a tatár, 1,8%-a német, 1,1%-a fehérorosz, 1,1%-a csuvas.
- 2010-ben 27 220 lakosa volt.